# Panyptila
Panyptila es un género de aves apodiformes de la familia de los vencejos (Apodidae). Se compone de dos
especies nativas de América.

## Especies
Se distinguen las siguientes especies:
- Panyptila cayennensis (Gmelin, 1789) -- vencejo tijereta chico[2]
- Panyptila sanctihieronymi Salvin, 1863 -- vencejo tijereta grande[2]